# Drosophila kanapiae
Drosophila kanapiae är en tvåvingeart som beskrevs av Bock och Wheeler 1972. Drosophila kanapiae ingår i släktet Drosophila och familjen daggflugor.
Artens utbredningsområde är Filippinerna.